# 贾宋镇 (镇平县)
贾宋镇，是中华人民共和国河南省南阳市镇平县下辖的一个乡镇级行政单位。

## 行政区划
贾宋镇下辖以下地区：
桥北村、苇子坑村、下户杨村、张楼村、苏曹营村、师洼村、薛关村、上辛营村、桥南村、桥东村、桥西村、薛家村、闵河村、黑龙庙村、赵营村、小集村、李民村、育茂张村、大徐营村、李普吾村、老君庙村、寺后张村和牧庄回族村。